# سارة قزقز
سارة قزقز هي لاعبة سباق يخوت تونسية وُلدت في 12 مارس 2005، ومثلت تونس في دورة الألعاب الأولمبية الصيفية عام 2020 مع شقيقتها التوأم آية قزقز، حيث شاركتا في منافسات 49 إي آؤ للسيدات.

## المسيرة الرياضية
في عام 2021 شاركت سارة قزقز برفقة شقيقتها آية قزقز في منافسات 49 إي آؤ في دورة الألعاب الأولمبية الصيفية التي أقيمت بمدينة طوكيو في اليابان، ولكن لم يتمكن الثنائي التونسي المكون من سارة قزقز وآية قزقز من الوصول إلى الدور النهائي في البطولة، واحتلتا المركز الحادي والعشرين والأخير في منافسات تلك الفئة. وفي 10 أبريل عام 2022 تعرضت الأختين لحادث أثناء تدريباتهما استعدادا لإحدى المواجهات الدولية بعدما انقلب القارب الذي كانتا تستقلانه وغرق قبالة شواطئ مدينة تونس بسبب الرياح العاتية، وتسبب الحادث في وفاة آية قزقز غرقًا على حين تم إنقاذ سارة قزقز.